# Samson Shatashvili

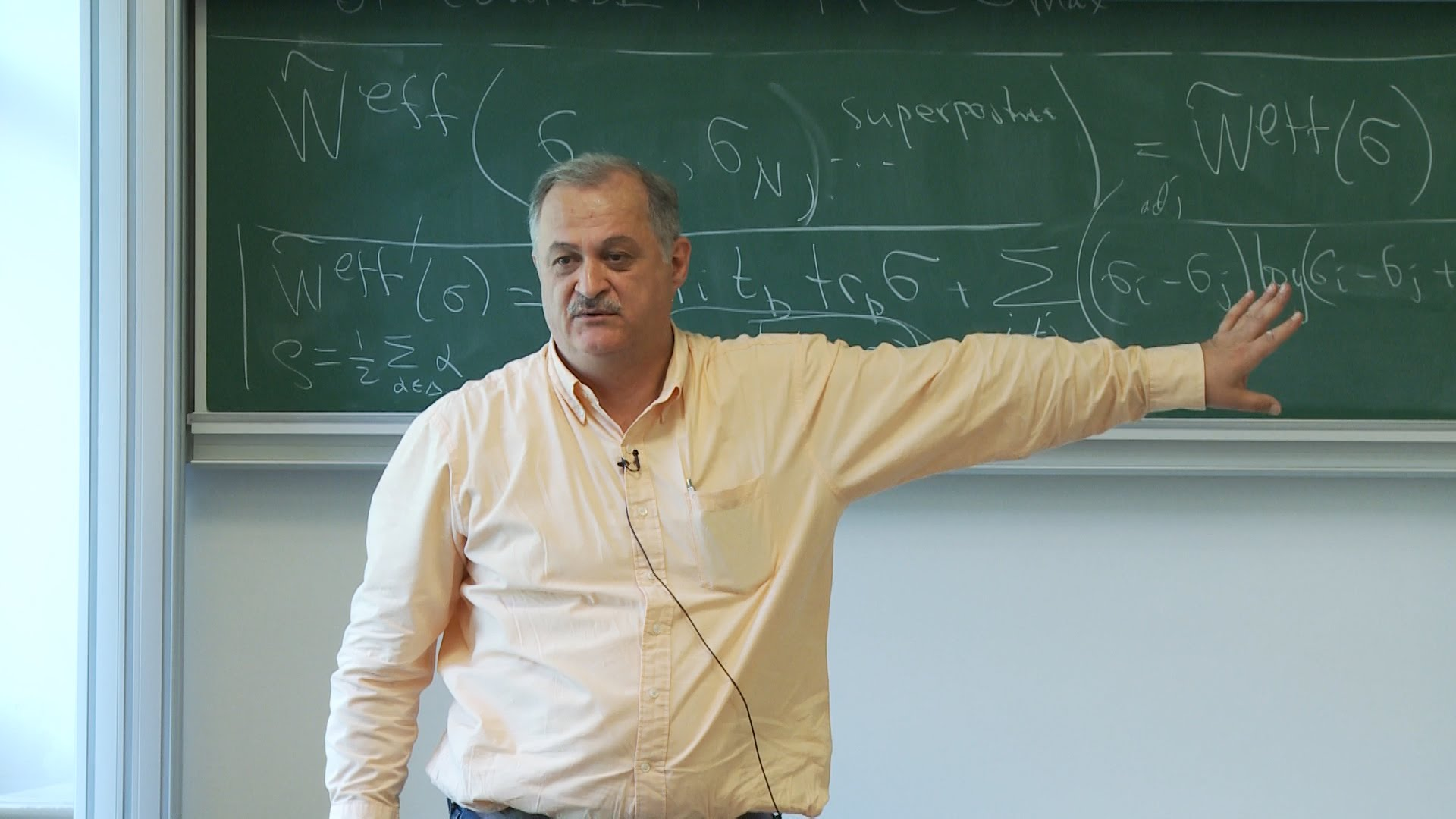
Samson Shatashvili (2016)

Samson Lulievich Shatashvili (georgisch სამსონ შათაშვილი, russisch Самсон Лулиевич Шаташвили, deutsche Transkription Samson Luljewitsch Schataschwili) ist ein aus der Sowjetunion stammender mathematischer Physiker. Er ist Professor am Trinity College Dublin, wo er seit 2002 den Chair of Natural Philosophy innehält.
Shatashvili wurde 1985 am Steklow-Institut in Leningrad bei Ludwig Faddejew (und Wladimir Korepin) mit einer Arbeit über Eichtheorien promoviert. Er war Anfang der 2000er Jahre Associate Professor an der Yale University und ist Professor am Trinity College Dublin (University Professor of Natural Philosophy) und dessen Fellow (2005). Er ist Direktor des Hamilton Mathematics Institute. Außerdem ist er Louis Michel-Gastprofessor am IHES.
Shatashvili befasst sich mit mathematischer Physik insbesondere in Zusammenhang mit Eichtheorien, Stringtheorie und Supersymmetrie. Zum Beispiel entwickelte er eine Theorie der Integrabilität in Eichtheorien und deren Zusammenhang mit der Bethe-Korrespondenz mit Nikita Nekrasov.
1995 erhielt er einen Outstanding Junior Investigator Award des Department of Energy (DOE) und einen NSF Career Award und 1996 bis 2000 war er Sloan Research Fellow. 2010 erhielt er eine Goldmedaille der Royal Irish Academy, deren Mitglied er seit 2007 ist. Außerdem erhielt er den Rustaveli-Preis. 2014 war er Eingeladener Sprecher auf dem ICM in Seoul (Gauge theory angle at quantum integrability). Für 2025 erhielt er den Dannie-Heineman-Preis für mathematische Physik zugesprochen.